# NGC 755
NGC 755 (другие обозначения — NGC 763, MCG -2-6-5, KUG 0153-093, IRAS01538-0918, PGC 7262) — спиральная галактика с перемычкой (SBb) в созвездии Кит.
Этот объект занесён в новый общий каталог несколько раз, с обозначениями NGC 755, NGC 763.
Этот объект входит в число перечисленных в оригинальной редакции «Нового общего каталога».